# Den nye Hat
Den nye Hat er en amerikansk stumfilm fra 1912 af D. W. Griffith.

## Medvirkende
- Mary Pickford som Miss Mollie Goodhue
- Charles Hill Mailes som Mr. Goodhue
- Kate Bruce
- Lionel Barrymore som Bolton
- Alfred Paget